# 国鉄クモユニ82形電車
クモユニ82形は、1966年に登場した日本国有鉄道（国鉄）の郵便・荷物合造電車である。クモユニ74形と同じく旧性能電車72系の改造による機器流用・車体新製車で、115系など新性能電車との併結が可能な車両として設計された。

## 登場の経緯
1966年の中央東線客車列車の一部電車化に伴い、新たに郵便荷物電車の投入が必要となった。クモユニ74形と同じく72系電車の改造により郵便・荷物合造車が投入されることになり、荷物車のクモニ83形800番台と同時期に中央東線の狭小トンネル対応の低屋根構造とした車両として1966年9月に登場したのがクモユニ82形800番台である。
1975年の中央東線普通列車の全面電車化に伴い、新たな荷物電車の投入が必要となった。1973年の中央西線・篠ノ井線電化時に折り畳み高さの低いPS23形パンタグラフが開発されたため、中央東線でも通常屋根にPS23形パンタグラフを搭載した荷物車クモニ83形0番台が登場したが、郵便荷物電車も増備されることになり、1975年3月に通常屋根車のクモユニ82形0番台が登場した。
高崎地区では両毛線でクモユニ74形200番台の増備車が必要になったため、クモユニ82形0番台を両毛線向けに設計変更したクモユニ82形50番台が同年4月に登場している。

## 構造

### 車体
800番台の車体は同時期に投入されたクモニ83形800番台と同様であり、低屋根構造で屋根高さは3,510 mm、前面の隅部は角形となった。0番台・50番台は通常屋根構造で、屋根高さは3,634 mmである。

### 主要機器
機器類はクモユニ74形・クモニ83形と同じく72系の機器が流用されており、クモニ83形と同様に主電動機は出力142 kWのMT40B、電動発電機は容量3 kWのMH77B-DM43Bが搭載された。

## 番台区分
低屋根車の800番台、通常屋根車の0番台、通常屋根車で両毛線向けの50番台に区分される。各車とも大井・長野ほか国鉄各工場での改造であるが、クモユニ82000 - 004と50番台の実際の改造は富士重工業宇都宮工場で行われた。

### 800番台
中央本線普通列車の一部電車化に伴い、1966年9月から翌年3月にかけてクモユニ82800 - 802の3両が改造された。室内配置は前位側から第1運転室、小包締切郵袋室、区分室、荷物室、第2運転室とされ、トイレは区分室に設けられた。郵便室の荷重は4 t、郵袋数は327個、荷物室の荷重は2 tである。クモニ83形との併結が前提のため、荷物室スペースはクモユニ74形より狭い。
車体側面はオユ10形に準じたものとなり、側窓は小包締切郵袋室、郵便区分室、荷物室に幅700 mmのものが設けられたが、一部の下降窓以外は固定窓となった。区分室上部には幅700 mmの明かり取り窓が設けられた。側出入口は小包締切郵袋室が幅1,200 mmの両引き戸、荷物室は幅900 mmの片引戸となった。車体塗装はクリーム色と青色の横須賀色となった。

### 0番台
中央東線客車列車の全面電車化に伴い、1975年3月から12月にかけてクモユニ82000 - 005の6両が改造された。当初は改造予定がなかったが、線区事情などから当面は郵便車として、将来は荷物車として使用したいとの要請があったため、クモニ83形0番台を基本に急きょ設計変更が行われて登場した。
室内配置は前位側から第1運転室、郵便室、荷物室、車掌室、第2運転室であり、郵便室は郵袋室と区分室の区切りがなく、トイレは荷物室に設けられた。郵便室の荷重は3.46 t、郵袋数は247個、荷物室の荷重は4.26 tである。窓配置はクモニ83形をベースに郵便室部分の窓を省略した構造となり、クモユニ82形0番台にあった明かり取り窓はない。側引戸は郵便室・荷物室とも幅1,800 mmの両引き戸となった。
パンタグラフは折り畳み高さの低いPS23が1基搭載されており、中央東線の狭小トンネルに対応している。

### 50番台
両毛線のクモユニ74形200番台の増備車として、1975年4月にクモユニ82050・051の2両が改造された。車体はクモユニ82形0番台と同様であるが、ジャンパ連結器は車両が逆向きでも連結運転可能な両渡り構造である。パンタグラフはPS23形が搭載され、当初は1基のみ搭載で1基は準備工事であったのを経て2基搭載となっている。塗装は緑色とオレンジ色の湘南色である。

## 運用
中央東線のクモユニ82形は800番台と0番台が運用されたが、車内構造の差異もあり両番台で運用は分けられていた。クモニ83形や旅客列車の115系との併結で新宿 - 松本・長野間で運用されたほか、長野 - 北長野間では郵便・荷物列車単独での運転があった。後年には旧性能電車との併結運用もあり、クモニ83形と同じくブレーキの「新旧自動切換装置」の設置改造が行われている。大糸線の新性能化で115系1000番台が投入された際は、郵便荷物電車のクモユニ81003をクモユニ82形0番台で置き換えている。
東北本線・高崎線系統では50番台が使用され、クモユニ74形とともに隅田川 - 東北本線宇都宮、高崎線新前橋間と両毛線新前橋 - 小山間で運用されていた。
1982年11月に高崎地区の郵便・荷物輸送が廃止となり、50番台は廃車となった。1984年2月1日のダイヤ改正で中央東線の郵便輸送が廃止となり、クモユニ82形は全廃となった。